# Dysodia granulata
Dysodia granulata är en fjärilsart som beskrevs av Berthold Neumoegen 1883. Dysodia granulata ingår i släktet Dysodia och familjen Thyrididae. Inga underarter finns listade i Catalogue of Life.